# 世界和平 (雕塑)
世界和平（芬兰语：Maailman rauha或Rauha maailmalle，瑞典語：Världsfreden，俄语： Мир во всем мире）是由俄罗斯莫斯科捐赠给芬兰赫尔辛基的一座青铜雕塑，該雕塑于1990年1月14日揭幕。  該雕塑高6.5米，由5个托举着地球仪的人物组成。2022年俄羅斯入侵烏克蘭後的2022年8月8日，该雕塑被轉移至新地区的一座仓库並且暫時存放在倉庫內。